# P-800 오닉스

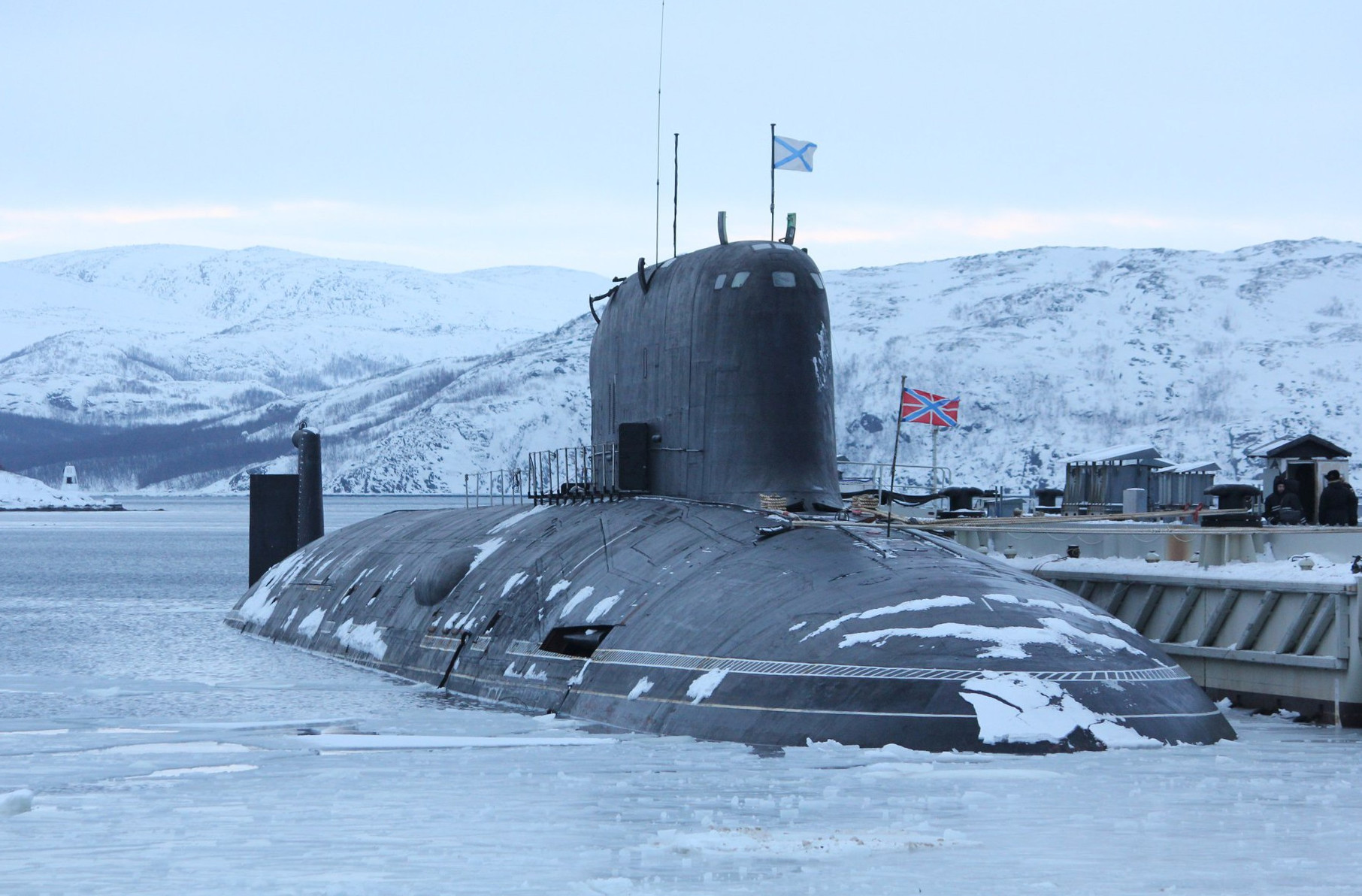
러시아의 14000톤급 야센급 잠수함(SSN)은 오닉스 40발을 수직발사대에 탑재한다

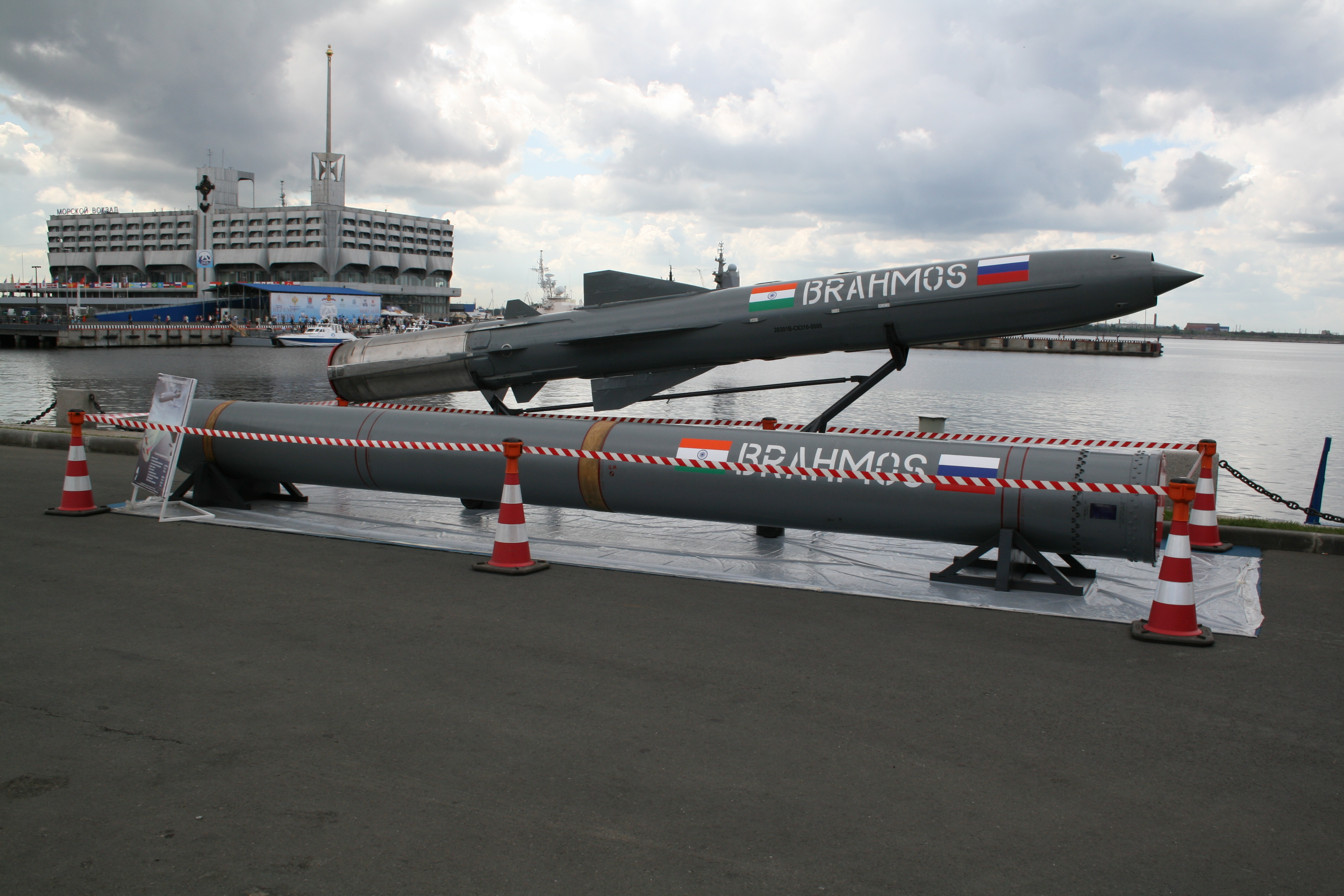
인도의 브라모스-1

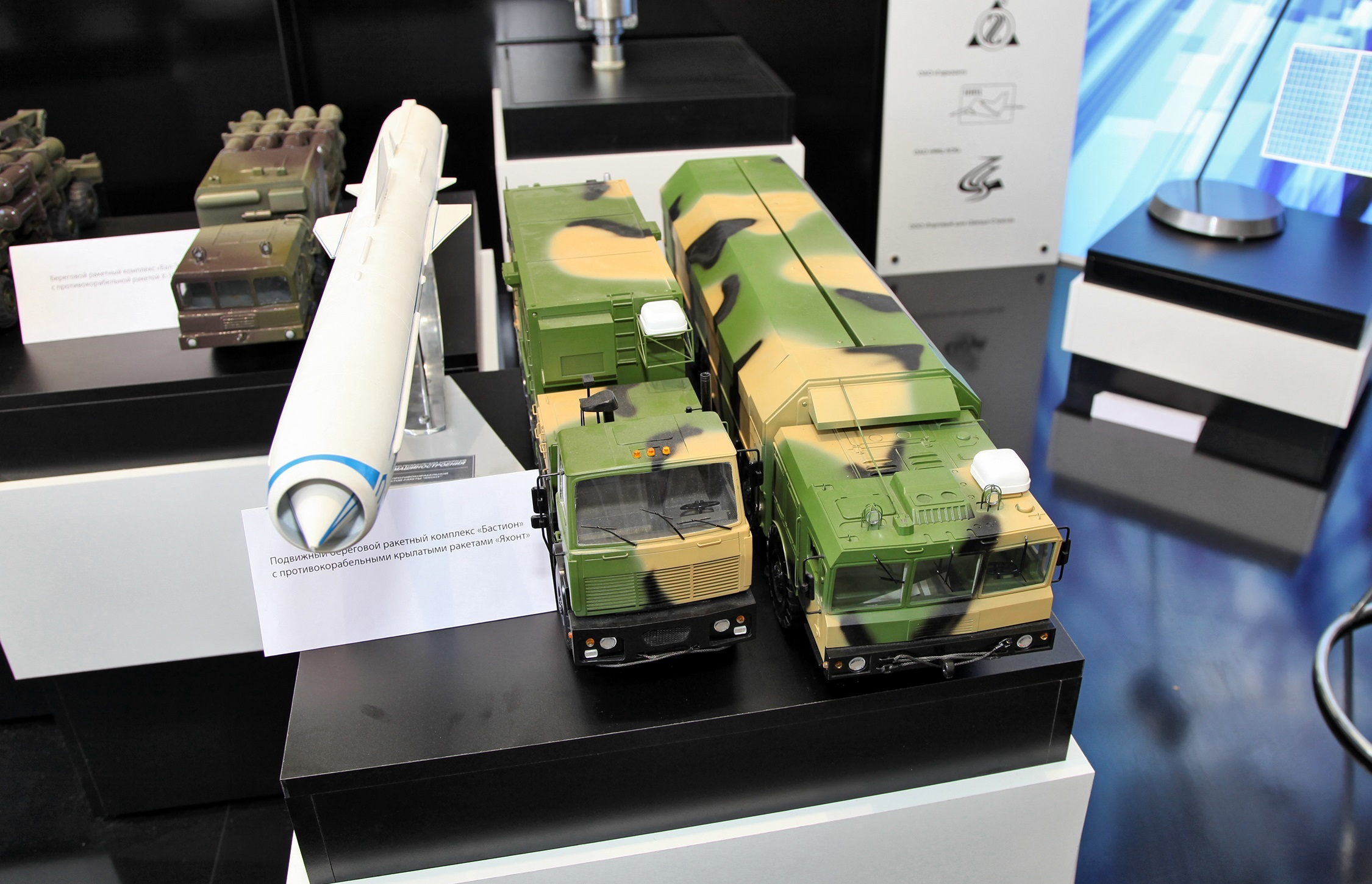
야혼트를 장착한 바스티온 이동식 해안포 시스템의 모형

러시아어: П-800 Оникс.Яхонт
나토 코드명:
P-800 오닉스는 러시아 해군의 초음속 대함 순항미사일이다. 오닉스란 이름은 줄마노로 광물 이름을 따는 관례를 따랐다. 수출명인 야혼트 역시 보석이란 뜻이다.
P-700 그라닛의 후계 대함미사일이며 대 항모 수단이었던 대형 초음속 대함미사일 개념에서 탈피해 러시아 해군의 표준 대함미사일을 지향하고 있다.
잠수함,초계함부터 키로프급 순양전함까지 다양한 함정에서 운용되며 공대함, 지대함 형식 등 범용성이 뛰어나 차기 러시아 대함미사일로써 손색이 없다.
대외 수출 역시 활발하여 전세계에는 오닉스란 이름 보다는 야혼트 미사일로 유명하고 인도와의 협력을 통해 브라모스 순항미사일의 원형이 되었다.
우리나라도 이 야혼트의 원천기술을 통해 독자적인 초음속 대함미사일을 만들어 실전배치를 앞두고 있다.

## 역사
1983년 개발을 시작해 1987년 양산했다.
2001년 10월 2일, 러-이란 무기구매협정이 체결되었다. 이란은 초음속장거리 미사일 `인콘데르'와 대함미사일 `야혼트' 등을 구입할 예정이다.
2016년 3월 6일, 쿠웨이트 일간 알자리다는 헤즈볼라가 이란으로부터 러시아제 지대공 미사일 시스템 '판치르-S1'(나토명 SA-22)과 지상발사형 대함미사일 '야혼트'(나토명 SSC-5)를 넘겨받은 것으로 확인됐다고 보도했다.

## 본문
P-800 오닉스는 소련 시절, 미국의 하푼과 같은 무장체계의 일원화를 지향하면서 개발되었다.
그동안 소련 해군의 상징과도 같았던 초대형 대함미사일의 경우 항공모함 격침이란 특정 임무에 효과적이었지만 다양한 함선에 탑재하기 어려웠고 전술적 유연성이 떨어지는 단점이 있었다.
더욱이 발달하는 서방 해군의 함대방공 체계를 돌파하기 위해선 탐지되기 쉽고 궤적도 단순한 기존 대함미사일로는 점차 한계점이 보이기 시작했기에 기존 대함미사일의 특성은 유지하면서 소형화를 통해 탑재 함정의 범위를 넓히고 현대화를 통해 타격력과 생존성이 뛰어난 범용 대함미사일인 오닉스를 개발하게 된다.
오닉스는 P-700 그라니트의 후계자 격인 대함미사일이다. 오닉스는 초음속 대함미사일이란 기본 틀은 유지하면서 하이 다이브 방식의 비행 방식을 버리고 3미터 고도에서 수면 밀착비행(시 스키밍)과 회피기동이란 서방권 아음속 미사일과 유사한 비행 방법을 택했다.
순항속도가 음속의 2~3배에 달하고 종말 돌입 과정에선 최대 음속의 4배 이상의 속도를 내어 그 속도 자체만으로도 쉽게 요격하기 힘드나 오닉스는 속도에만 의존하는 이전 세대들과는 달리 수면 바로 위를 스치며 밀착비행을 하는 특성상 탐지 가능한 거리를 최대한 줄임으로서 요격 기회를 낮출 수 있다.
또한 초음속 대함미사일이지만 10G 수준의 회피기동을 통해 요격 시도를 기만, 혹은 회피하는 기능은 4세대 대함미사일의 변화를 알 수 있는 부분이다.
따라서 많은 차이가 있긴 하지만 결론은 하푼과 같은 대함미사일이 초음속으로 비행까지 한다고 보면 된다.
오닉스는 처음 그 개발 취지와 같이 다양한 플랫폼에서 운용되고 있으며 4500톤급 고르시코프급 호위함과 더 작은 스트레구시급 초계함에서도 운용이 가능하다.
잠수함 역시 사용 가능한 함급 범위가 넓어져 오스카급 에서만 사용가능 했던 그라니트와 달리 야센급과 슈카B 바스급 같은 주력 공격원잠에서도 운용이 가능할 뿐만 아니라 킬로급 같은 재래식 잠수함까지 운용 범위가 확대되었다.
오닉스의 경우 함대함과 잠대함 외에 지대함과 공대함 체계가 있으며 이 중 지대함 체계는 바스티온-P라 하여 연안접근거부와 특정 해역 봉쇄에 유용한데 최근 러시아는 이 체계를 흑해 연안과 쿠릴 열도에 배치할 계획이다.
러시아 외에 베트남이 바스티온 체계를 도입해 중국의 해군력 팽창에 대응책으로 운용중에 있으며 이란과 시리아 역시 바스티온 체계를 러시아로부터 들여왔다.
이 때문에 이스라엘이 시리아를 공습하는 사태가 발생하기도 하였다.
오닉스의 계열형 중 수출형의 이름은 야혼트이며 오닉스의 파생형들 역시 몇몇 나라에서 운용중이거나 개발중에 있다.
대표적인 것이 러시아와 인도의 합작 순항미사일인 브라모스와 우리나라가 개발 중인 차기 초음속 대함미사일이 있다.

## 파생형
- 3M55 오닉스 - 러시아 해군의 기본 버전
- P-800 야혼트 – 오닉스의 수출형 버전
- P-800 볼리드 - 잠수함용 야혼트
- 브라모스-1 – 야혼트의 인도 버전
- 브라모스-P – 야혼트의 이동식 해안포 시스템. 2015년 실전배치
- Kh-61 - 공대함, 공대지 버전
- 한국형 초음속 대함미사일 - 한국의 야혼트

## 핵탄두
오늘날 대부분의 수소폭탄 보유국이 1 kg에 1 kt 정도의 폭발력을 갖는다. 따라서 야혼트의 탄두중량 250 kg의 핵탄두면, 250 kt 정도의 수소폭탄을 장착할 수 있다고 추정된다. 히로시마 원폭 리틀보이의 19배 폭발력이다.

## 사용국가
- 헤즈볼라
- 인도네시아
- 러시아
- 시리아
- 베트남
- 이란
- 인도 - 브라모스-1
- 대한민국 - 정식수입은 아니고 독자개발
- 중국 - 정식수입은 아니고 독자개발

## 제원
- 길이: 8.9 m
- 직경: 0.7 m
- 날개폭: 1.7 m
- 무게: 3,100 kg
- 고공속도: 750 m/s (Mach 2.6)
- 저공속도: Mach 2
- 엔진: 램제트, 무게 200 kg, 추력 4톤
- 사거리: 300 km 수출형, 600 km 러시아 내수형
  - 고공비행: 300 km
  - 저공비행: 120 km
- 최대고도: 14,000 m
- 최저고도: 10 m
- 탄두: 250 kg 재래식탄두, 핵탄두
- 연료: 등유 T-6

## 같이 보기
- CX-1 - 중국판 야혼트. 외양, 속도, 사거리 등이 야혼트와 똑같다.